# Shawn Fanning
Shawn Fanning (Brockton, 22 de Novembro de 1980) é um programador e empresário Norte Americano, e criador do Napster, o primeiro programa de compartilhamento de música MP3 da Internet. Shawn foi descrito como o homem chave que mudou a indústria musical para sempre. No final de 2000, Shawn apontado como um dos jovens mais promissores do novo século. Foi capa da Newsweek e Wired.
Fanning já foi capa da Time Magazine.
Em Novembro de 2002, vendeu os direitos do programa para a Roxio, para em 2003 abrir, ao lado de Jordan Mendelson e Ron Conway, a SNOCAP, empresa dedicada à comercialização legítima de arquivos digitais.